# パルミラ環礁

パルミラ環礁の領旗

パルミラ環礁（Palmyra Atoll）は中部太平洋北緯5度53分 西経162度5分 / 北緯5.883度 西経162.083度にある環礁。ハワイ諸島の南南西およそ 1600キロメートルに位置し、北ライン諸島に属する。合衆国領有小離島の1つ。
環礁の周囲はおよそ14.5キロメートルで､ウェストラグーン（West Lagoon）と呼ばれる礁湖は唯一停泊が可能である。広大な暗礁、二つの浅い礁湖、および50あまりの砂やリーフの小島や砂洲から成り、そのほとんどはココヤシ（外来種）、クサトベラ属およびトゲミウドノキを含むウドノキ属などの植生に覆われている。一帯のサンゴ礁はハワイモンクアザラシ、タイマイ、アオウミガメ、アカアシカツオドリ、ハリモモチュウシャクなどの動物の生息地で、2011年にラムサール条約登録地となった。
西端のサンド島と東端のバレン島を除き、全ての小島は繋がっている。最大の島は北側のクーパー島で、南側のカウラ島がそれに次ぐ。年間降水量は4445ミリメートル、日中の平均気温は年間を通じて摂氏29.4度ある。

## 政治的位置づけ
パルミラはアメリカ合衆国編入領域（incorporated Territory）であり、このことは合衆国憲法により永久にその主権下に置かれることを意味する。しかしながら、パルミラは同時に非自治的領域（unorganized territory）でもあるので、合衆国議会によりどのように統治するかは定められていない。唯一の関連法規によれば、大統領が適切と考える方法で管理をおこなうこととされる（"the Hawaii Omnibus Act", パブリック・ロー第86議会--第624号, 1960年6月12日, 制定法令集第74巻第411号の第48節（元の合衆国法律集（USC）第48編第491節-第636節へのノートとして追加された）を参照）。
原住民がおらず、将来も居住する者が現れる見込みがないパルミラの統治に関しては様々な議論があるため、現在でも合衆国唯一の非自治的・編入領域（unorganized incorporated Territory）のままである。

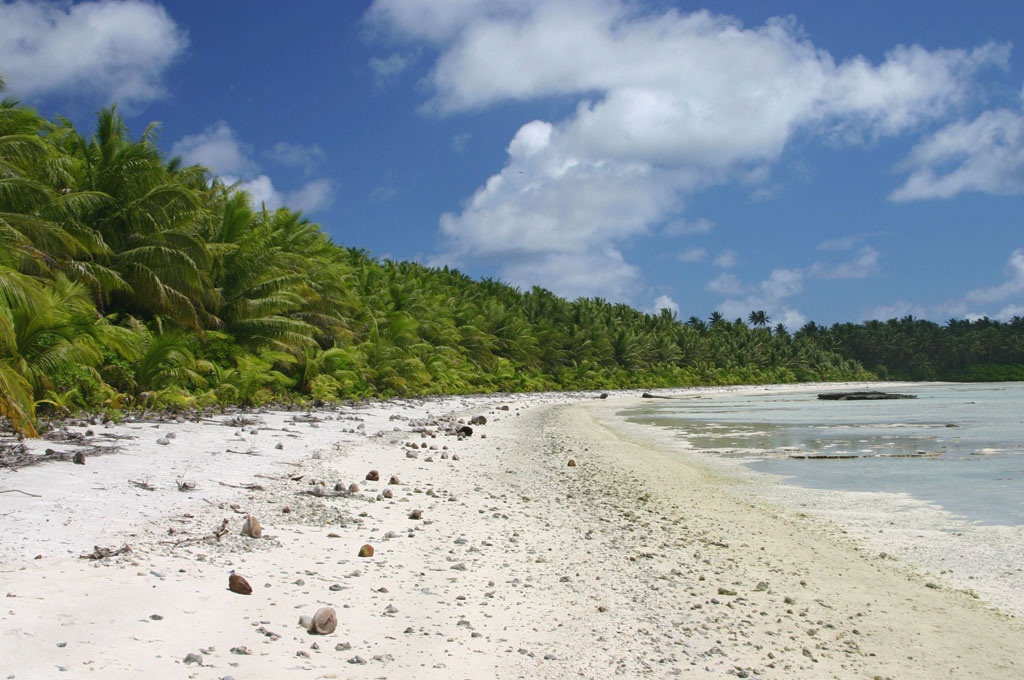
パルミラ北岸

また、パルミラのうちクーパー島（Cooper Island、環礁内最大の島）は「ネイチャー・コンサーバンシー」（The Nature Conservancy）というNGOが所有し自然保護目的の管理を行っている私有地であるが、管轄する地方自治体がないため合衆国内務省島嶼局の管轄下にある。またそのほかの土地はアメリカ合衆国政府所有地で、周囲12海里（22.2キロメートル）の海域は内務省魚類野生生物局の管理となっている。2001年には「パルミラ環礁国立野生生物保護区」（Palmyra Atoll National Wildlife Refuge）に指定された。
防衛の責任は合衆国が持つ。
統計資料等では、パルミラは合衆国領有小離島の1つに分類される。
現在特に経済活動はない。環礁内の道路や通路は第二次大戦中に建設されたものが多く、現在では整備できず雑草も伸び放題となっている。クーパー島には未舗装、未整備の約2,000メートル長の滑走路もある（パルミラ飛行場、ICAOコードはPLPA）。放棄された大戦中の建物なども残っている。

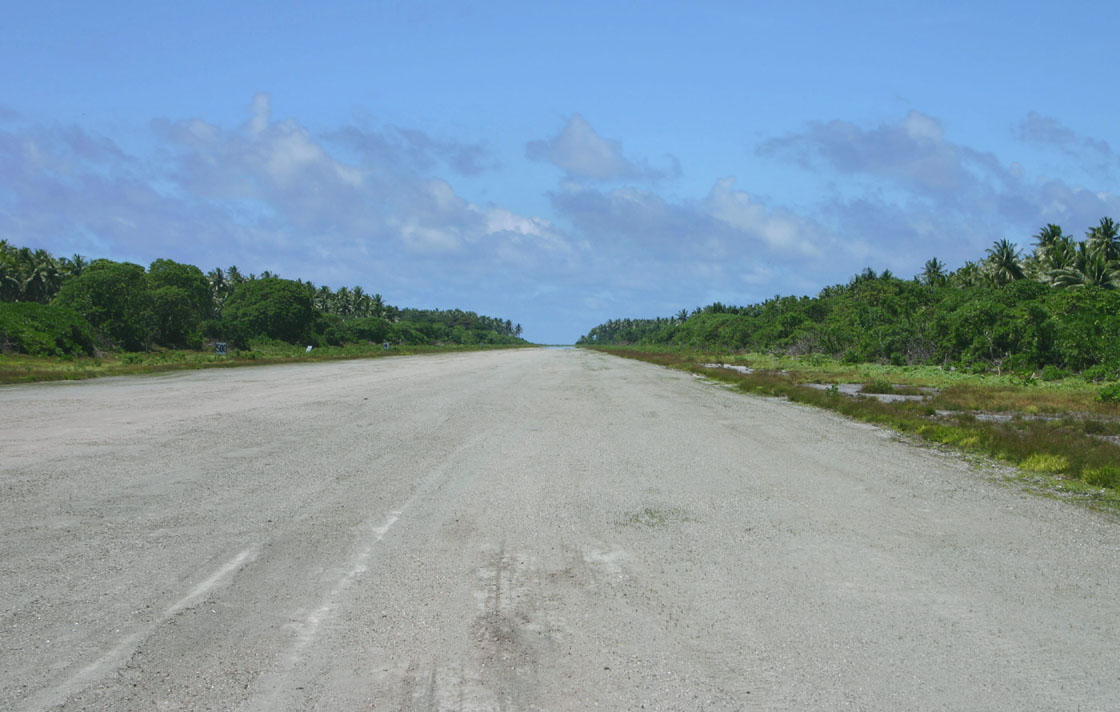
パルミラ飛行場

過去数年の間には、科学者、ネイチャー・コンサーバンシーのスタッフやボランティア、内務省魚類野生生物局職員など合計20人程度が訪れており、2004年には新しく2人用バンガロー数棟とシャワー設備が建てられた。淡水は科学者居住区の近隣のコンクリート建築の屋根に貯められる。クーパー島北側の居住区の中心施設として、環礁内の唯一の船着ドックに隣接し、共同調理場・食堂棟及びカヤック、スキューバ器具倉庫がある。
パルミラ環礁は太平洋上の南北からの潮流が合流する位置にあり、浜にはゴミや瓦礫が集まってくる。プラスティックの係留ブイは特に多く、またプラスティックの清涼飲料水のビンや洗剤の容器も多い。

## 歴史
1798年にアメリカ人船長エドモンド・ファニングが発見したが、1802年には別のアメリカ船「パルミラ」が環礁で座礁し、同船のソール船長が上陸。ソール船長は島名を船の名から現在のパルミラと命名した。そして1816年、アメリカの捕鯨船が筏で漂流していたスペイン人船乗りを救助した。船乗りはインカ帝国の黄金の財宝を積んでいた海賊船「エスペランサ」だと言った。「エスペランサ」はパルミラ環礁で座礁し、仲間と略奪品を島に隠したと言う。
1859年にはアメリカのグアノ会社がグアノ島法により島でのグアノ採掘のため、島の領有をする。1862年にはハワイ王国に併合される。1866年にウィルキンソン夫妻に渡るが、1898年にアメリカがハワイを併合したことで、アメリカ領となる（1889年にイギリスが一時併合していた）。1911年から2年間ヘンリー・E・クーパーが島での短距離離着陸機のため、島を買い取り、1922年ハワイ人のフラード・レオ家がクーパーから島を買い取り、島を所有する事になる。レオ家はパルミラ・コプラ・カンパニーを設立し、家族でコプラのため環礁でココヤシを育てていた。だがレオ家も、この島を第二次世界大戦中にアメリカ海軍に接収されてしまう。
1934年ジョンストン島とキングマン・リーフと共に海軍の管理下に置かれ、アメリカ海軍は太平洋横断の輸送機用の滑走路や港を環礁に建設した。だがアメリカ海軍は終戦後に放置状態にした。しかし軍は手放したがらなかったため、フラード・レオ家は返還を求めて争いアメリカ連邦最高裁は1947年にその所有権をみとめた。1959年、ハワイが州に昇格した時、パルミラ環礁はハワイ州の領域に含まれなかった。
1974年にアメリカ人夫婦の殺害事件が発生し、それを元にした実話小説「And the Sea Will Tell」（法律家ビンセント・ブリオーシ、ブルース・B・ヘンダーソン共著）が発表されヒット。その後1992年に「美しき容疑者（And the Sea Will Tell）」としてテレビドラマ化された。
1990年7月ピーター・サビオがホノルルでパルミラ開発会社が設立し、2065年までの期間でパルミラ環礁を賃貸借契約した。観光としてのリゾート地や複合住宅地、ミサイルや衛星の発射場などの建設、さらにアメリカ政府が核貯蔵所としての目的などで環礁を買い取りたいと言う申し入れがあったが最終的に、レオ家との3年間に及ぶ交渉の末、2000年11月にアメリカの自然保護団体「ネイチャー・コンサーバンシー」がパルミラ環礁の所有権を3000万ドルで手に入れ、現在、パルミラ環礁はこの自然保護団体が所有している。パルミラ環礁の一帯の保護に努めており、ラグーンと領海はアメリカ政府魚類野生生物局に移管され、2001年1月、パルミラ環礁は国指定野生生物保護区に指定された。